# Milan (imię)
Milan – męskie imię słowiańskie. Jedno z licznych zdrobnień od imion słowiańskich zaczynających się na Miło-, takich jak Miłobor, Miłobrat, Miłogost, Miłgost, Miłorad, Miłosław, Miełosław, Miłostryj, Miłowit, Miłwit, Miłosz. Obecnie imię Milan używane jest także samodzielnie.
Jako oddzielne imię funkcjonuje zwłaszcza w krajach południowosłowiańskich, takich jak Serbia, Słowenia, a także w Czechach i na Słowacji.
W Polsce imię Milan  było rzadko spotykane. Jeszcze w 2000 roku imię to zostało nadane  22 dzieciom w Polsce. Jednak od tamtego roku jego popularność rośnie:
- w 2012 roku nadano je 150 razy,
- w 2014 roku nadano je 326 razy,
- w 2016 roku nadano je 452 razy,
- w 2021 roku nadano je 574 razy,
- w 2022 roku nadano je 727 razy,
- w 2024 roku nadano je 835 razy[1].

Żeński odpowiednik: Milana.
Milan imieniny obchodzi 19 maja i 18 czerwca.
Znane osoby noszące imię Milan:
- Milan Aćimović
- Milan Adam
- Milan Albrecht
- Milan Aleksić
- Milan Antal
- Milan Antolković
- Milan Bandić
- Milan Baranyk
- Milan Baroš
- Milan Bartovič
- Milan Furo
- Milan Horáček
- Milan Harvalík
- Milan Havel
- Milan Hejduk
- Milan Hlavačka
- Milan Hlavsa
- Milan Hnilička
- Milan Hodža
- Milan Horáček
- Milan Hort
- Milan Jovanić
- Milan Katić
- Milan Kučan
- Milan Kundera
- Milan Munclinger